# 西西里舞曲
西西里舞曲（Sicilienne）是一种慢步舞曲，起源于意大利的西西里岛，节奏为12/8拍或6/8慢节奏，旋律抒情，伴奏多用分解和弦。
西西里舞曲起源于巴洛克时期，在古典主义时期非常流行，海顿在他的神劇《创世纪》中，莫扎特在他的《魔笛》中，都用西西里舞曲风格写过女高音咏叹调，在出名的马斯卡尼的歌剧《乡村骑士》中的结尾《哦，罗拉》也是西西里舞曲形式的作品。
法國作曲家佛瑞也曾写过西西里舞曲，最早出現在莫里哀戲劇《城市貴族》的配樂，是为钢琴和大提琴谱写的室内乐作品，后来也被改变为长笛演奏作品。